# Mini Andén
Susanna „Mini” Andén (n. 7 iunie 1978, Stockholm) este un model suedez, actriță, ocazional gazdă și producător TV. 
S-a născut în Stockholm și a început modelingul la vârsta de zece ani, alăturându-se echipei Elite Model Management  la 15 ani. Ea a apărut pe coperta mai multor reviste de modă, inclusiv Vogue, Marie Claire, Cosmopolitan, ELLE. Ea a prezentat în show-urile de modă pentru Calvin Klein, Donna Karan, BCBG, Louis Vuitton, Hugo Boss, Gucci, și Victoria’s Secret. În momentul de față este imaginea Giorgio Armani pentru parfumul Armani Code destinat femeilor.
Mini Andén a fost în juriul Miss Univers, concurs de frumusețe, în anul 2001. A fost gazda TV a secțiunii suedeze  Scandinavia's Next Top Model care a avut premiera în 16 februarie 2005. Andén a apărut într-o serie de  filme și în anul 2003 a produs un film de scurt metraj, filmul Buffoon, în care a jucat soțul ei Taber Schroeder. Ea a apărut în MyNetworkTV`s Fashion House în care a jucat rolul unui model autodistructiv, Tania Ford.
S-a căsătorit cu modelul Taber Schroeder în 2001 și trăiesc împreună în Los Angeles.

## Agenții
- Don Buchwald and Asociates/Fortitude - Theatrical Agents/Los Angeles-New York
- Elite Model Management - New York
- Marilyn Agency - Paris
- Mikas - Stockholm
- Model Management - Hamburg
- Traffic Models - Barcelona

## Filmografia

### Film
| An   | Titlu                          | Rolul                  | Observații |
| ---- | ------------------------------ | ---------------------- | ---------- |
| 2003 | Bufoon                         | Producător Executiv    |            |
| 2004 | Ocean ' s Twelve               | Supermodelul           |            |
| 2004 | Punct Și Trage                 | Mini                   |            |
| 2005 | Au suivant!                    | La femme de Riley      |            |
| 2005 | Prim                           | Sue                    |            |
| 2008 | Tropic Thunder                 | Secretara lui Grossman |            |
| 2008 | Prietenul meu cel Mai bun Fata | Lizzy                  |            |
| 2009 | Propunerea                     | Simone                 |            |
| 2009 | G-Force                        | Ajutorul lui Saber     |            |
| 2011 | Mecanicul                      | Sarah                  |            |

### Televiziune
| Anul             | Titlul                       | Rolul               | Observații                                  |
| ---------------- | ---------------------------- | ------------------- | ------------------------------------------- |
| 2003             | Trend Watch                  | Gazdă               |                                             |
| 2003             | Victoria Secret Fashion Show | Model               |                                             |
| 2005             | N.C.I.S.                     | Hannah Bressling    | Episodul: "Model Behavior"                  |
| 2006             | Monk                         | Natasia Zorelle     | Episodul: "Mr. Monk Goes to a Fashion Show" |
| 2006             | Fashion House                | Tania Ford          | 32 episoade                                 |
| 2006             | Ugly Betty                   | Aerin               | Episodul: "Fake Plastic Show"               |
| 2007             | Dirt                         | Holt's Co-star      | 2 episoade                                  |
| 2007             | Shark                        | Katie Paget         | Episodul: "Porn Free"                       |
| 2007             | Entourage                    | Samantha            | Episodul: "Mailbooty"                       |
| 2007, 2010, 2011 | Chuck                        | Carina Miller       | 4 episoade                                  |
| 2008             | Rules of Engagement          | Melissa             | Episodul: "Pimp My Bride"                   |
| 2008–2009        | My Boys                      | Elsa                | 6 episoade                                  |
| 2009             | Knight Rider                 | Alexandria Pachinko | Episodul: "I Love the Knight Life"          |
| 2009–2010        | CSI: Miami                   | Anna Kitson         | 2 episoade                                  |
| 2010             | Nip/Tuck                     | Willow Banks        | Episodul: "Willow Banks                     |
| 2011             | Bones                        | Brittany Stephenson | Episodul: "The Finder"                      |
| 2012             | Solsidan                     | Kia                 | Episodul: "Episode #3.9"                    |